# JR 고이도역
JR 고이도 역(일본어: JR五位堂駅, じぇいあーるごいどうえき 제이아루 고이도에키[*])은 일본 나라현 가시바시에 있는 서일본 여객철도의 철도역이다.
원래는 역간 거리가 비교적 긴 다카다 역 ~ 가시바 역 구간의 열차 간 교행을 위하여 "고이도 신호장"으로서 세워졌으나, 1968년 이후 지역 주민들의 계속된 역 설치 요구에 따라 가시바 시가 역 건설 비용과 주변 정비 비용을 합친 5억 엔을 부담하는 것을 조건으로 2004년에 여객역으로 개업했다. 역명은 가시바 시의 제안을 받아들여 정한 것으로, 긴테쓰 오사카 선의 고이도 역과의 구분을 위해 "JR"을 붙였다.
오지 철도부의 관할권에 있으며, 역 업무는 JR 서일본 교통 서비스가 대신 하고 있다. 역무원이 상주하고 있으며 초록 창구도 설치되어 있다. 이코카 및 제휴 교통카드의 사용이 가능하다.

## 역 구조
상대식 승강장으로, 2면 2선의 지상역이다. 역사 쪽 승강장이 오지 방면이고, 과선교를 통해 연결된 반대쪽 승강장이 다카다 방면이다.

### 승강장
| 1 | ■ 와카야마 선 | 오지 · 덴노지 · JR 난바 방면  |
| 2 | ■ 와카야마 선 | 다카다 · 사쿠라이 · 고조 방면 |

## 역세권 정보
- 긴테쓰 오사카 선 고이도 역 / 고이도 검수차고

## 역사
- 2004년 3월 13일 - 가시바역 ~ 다카다역 사이에 신설 개업했다.

## 인접역
| 서일본 여객철도 와카야마 선 | 서일본 여객철도 와카야마 선 | 서일본 여객철도 와카야마 선 |
| --------------------------- | --------------------------- | --------------------------- |
| 가시바 오지 방면            | ■ 와카야마 선               | 다카다 와카야마 방면        |